# 肯雅塔大学
肯雅塔大学（英語：Kenyatta University），为肯尼亚内罗毕市的一所公立大学，創立於1985年，规模居该国第二位。肯雅塔大学位于距离内罗毕市中心20公里的卡哈瓦。

## 院系设置
- 经济学院
- 教育学院
- 工学院
- 环境学院
- 研究生院
- 卫生学院
- 社会学院
- 法学院
- 理工学院
- 艺术学院
- 酒店及旅游管理学院